# Tomàs Fàbregas Valls
Tomàs Fàbregas Valls (Sant Cugat del Vallès, Vallès Occidental, 29 d'abril del 1904 — Mèxic D.F., Mèxic, 6 de setembre del 1969) fou un polític català.

## Biografia
Nascut al si d'un família acomodada, entrà en política el 1930 afiliant-se a l'agrupació local de Sant Cugat del Vallès d'Acció Catalana. El 1931 va esdevenir el secretari local d'Acció Catalana Republicana (ACR). D'idees independentistes, el juliol de 1932, sense abandonar ACR, és un dels fundadors de Nosaltres Sols a Sant Cugat, de la que també esdevindrà secretari local. Va ser detingut i processat arran dels fets d'octubre de 1934.
El 19 de juliol de 1936 es trobava a Barcelona, on es va unir als civils que feien front al cop d'Estat. Això, i haver arribat a sotsoficial durant el servei militar, el serviran per ser nomenat representant d'ACR i altres petits partits republicans, en el Comitè Central de Milícies Antifeixistes de Catalunya, on havia de ser destinat al Secretariat de les Patrulles de Control. Una vegada dissolt el Comitè va passar a representar l'ACR a la Junta de Seguretat Interior de Catalunya (JSI), passant a dirigir la Secció de Patrulles de Control. Seria l'encarregat per la JSI de realitzar un informe sobre els Fets de la Fatarella. Després de la dissolució de les Patrulles de Control ingressà a l'exèrcit republicà com a suboficial de complement del Cos d'Enginyers.
Es va exiliar a França, d'on el juny de 1939 va passar a Mèxic com a passatger del vaixell Ipanema, noliejat pel Servei d'Evacuació de Refugiats Espanyols (SERE).
Tomàs Fàbregas havia practicat el futbol de jove, arribant a jugar al Futbol Club Sant Cugat Esport i al Centre d'Esports Sabadell Futbol Club. Fou un ferm seguidor del RCD Espanyol. Fàbregas trauria profit dels seus coneixement futbolístics i arribaria a ser entrenador d'equips de la primera i segona divisió mexicana com el Club Deportivo Irapuato, el Deportivo Toluca o el CD Monarcas Morelia.